# Lantosan II
Lantosan II is een bestuurslaag in het regentschap Padang Lawas Utara van de provincie Noord-Sumatra, Indonesië. Lantosan II telt 689 inwoners (volkstelling 2010).